# Новожилов, Капитон Васильевич
Капитон Васильевич Новожилов (1928—2013) — российский учёный, специалист в области защиты растений, доктор сельскохозяйственных наук (1986), профессор (1988), академик РАСХН (1988), заслуженный деятель науки Российской Федерации (1998), лауреат премии Правительства РФ в области науки и техники (1999), директор Всероссийского НИИ защиты растений (1971—1998). Создатель и руководитель научной школы по проблемам экологической энтомотоксикологии.

## Биография
Родился 18 августа 1928 года в городе Петродворце Ленинградской области.
- 1951 — окончил Ленинградский сельскохозяйственный институт
- 1951—1952 — младший научный сотрудник ВИЗР
- 1953—1955 — аспирант ВИЗР
- 1956—1959 — младший научный сотрудник; старший научный сотрудник ВИЗР
- 1960—1971 — заместитель директора по научной работе ВИЗР
- 1971—1998 — директор Всероссийского НИИ защиты растений
- 1998—2013 — главный научный сотрудник ВИЗР

Умер 24 августа 2013 года в городе Пушкин, Санкт-Петербург. Похоронен на аллее Славы местного Казанского кладбища.

## Награды и признание

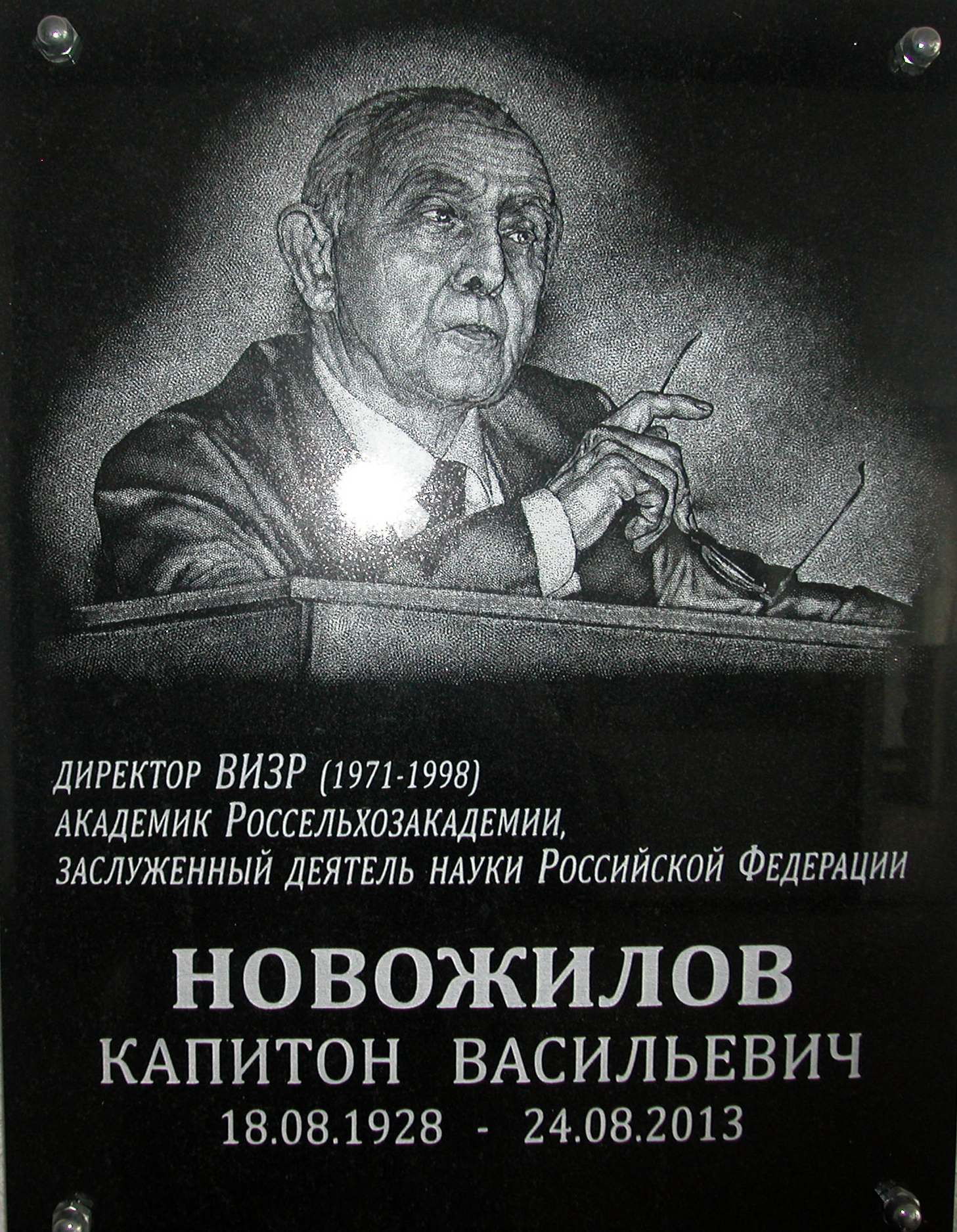
Новожилов, Капитон Васильевич. Памятная доска, установленная в здании ВИЗР

- Заслуженный деятель науки Российской Федерации (1998)
- член-корреспондент ВАСХНИЛ (1975)
- Академик Россельхозакадемии (1988)
- Лауреат премии Правительства РФ в области науки и техники (1998)[3]
- Орден Трудового Красного Знамени (1966)
- Орден Трудового Красного Знамени (1979)
- Орден Октябрьской Революции (1986)
- Орден Почёта (2004)
- Европейская организация по защите и карантину растений (эксперт; 1973—1985)
- Председатель координационного совета по земледелию и растениеводству Северо-Западного научно-методического центра РАСХН

## Некоторые труды
Автор около 300 научных трудов, из них 5 монографий и справочников. Имеет 11 авторских свидетельств и патентов на изобретения.
- Химические средства защиты растений (пестициды): Справ. / Соавт.: Н. Н. Мельников, Т. Н. Пылова. — М.: Химия, 1980. — 287 с.
- Интегрированная защита растений. — М., «Колос», 1981. — 334 с. (соавт. Фадеев Ю. Н.).
- Исследования в полевых и производственных опытах по изучению эффективности систем питания растений в комплексе с другими средствами химизации / Соавт.: В. Ф. Ладонин и др. — М., 1991. — 186 с.
- Пестициды и регуляторы роста растений: Справ. / Соавт.: Н. Н. Мельников, С. Р. Белан. — М.: Химия, 1995. — 575 с.
- Фитосанитарный щит для продовольствия России / Соавт.: А. Г. Баркалов и др.; ВИЗР. — М.; СПб.: Интрейд корпорейшн, 1998. — 146 с.
- Детерминирование модели поведения пестицидов (методология построения, структура, принципы использования). — СПб., 1999. — 92 с. (соавт. Семенова Н. Н., Петрова Т. М.)